# Glochidion ferdinandi
Glochidion ferdinandi, comúnmente conocido como el árbol de/del queso (cheese tree), es una especie de árbol en la familia Phyllanthaceae. Es nativo de Australia, donde crece en los bosques lluviosos y esclerófilos. Aves frugívoras como palomas, aves del higo y loros consumen su fruta.

## Descripción
Es un arbusto leñoso o árbol que mide 8 m, sin embargo ocasionalmente alcanza 30 m, con la corteza escamosa pardusca. Tiene las hojas alternadas, elípticas de 3 a 10 cm de largo y 1.5-4 cm de ancho; la especie puede ser parcialmente caduca en invierno. La floración puede ocurrir en cualquier época del año; el árbol de/del queso tiene tanto flores masculinas como femeninas, las cuales se encuentran en grupos de tres. En ambos sexos son amarillas verdosas, con las flores masculinas aproximadamente de 0.7 cm y las femeninas de 0.5 cm de diámetro. La característica más notable son los frutos en forma de calabaza, los cuales son verdes al principio antes de antes de adquirir tonos de amarillo y rosa. Están divididos en dos segmentos; en algún momento se dividen y quedan abiertos para revelar las semillas rojas brillosas de 0.5 cm de noviembre a abril.

## Taxonomía y nombre

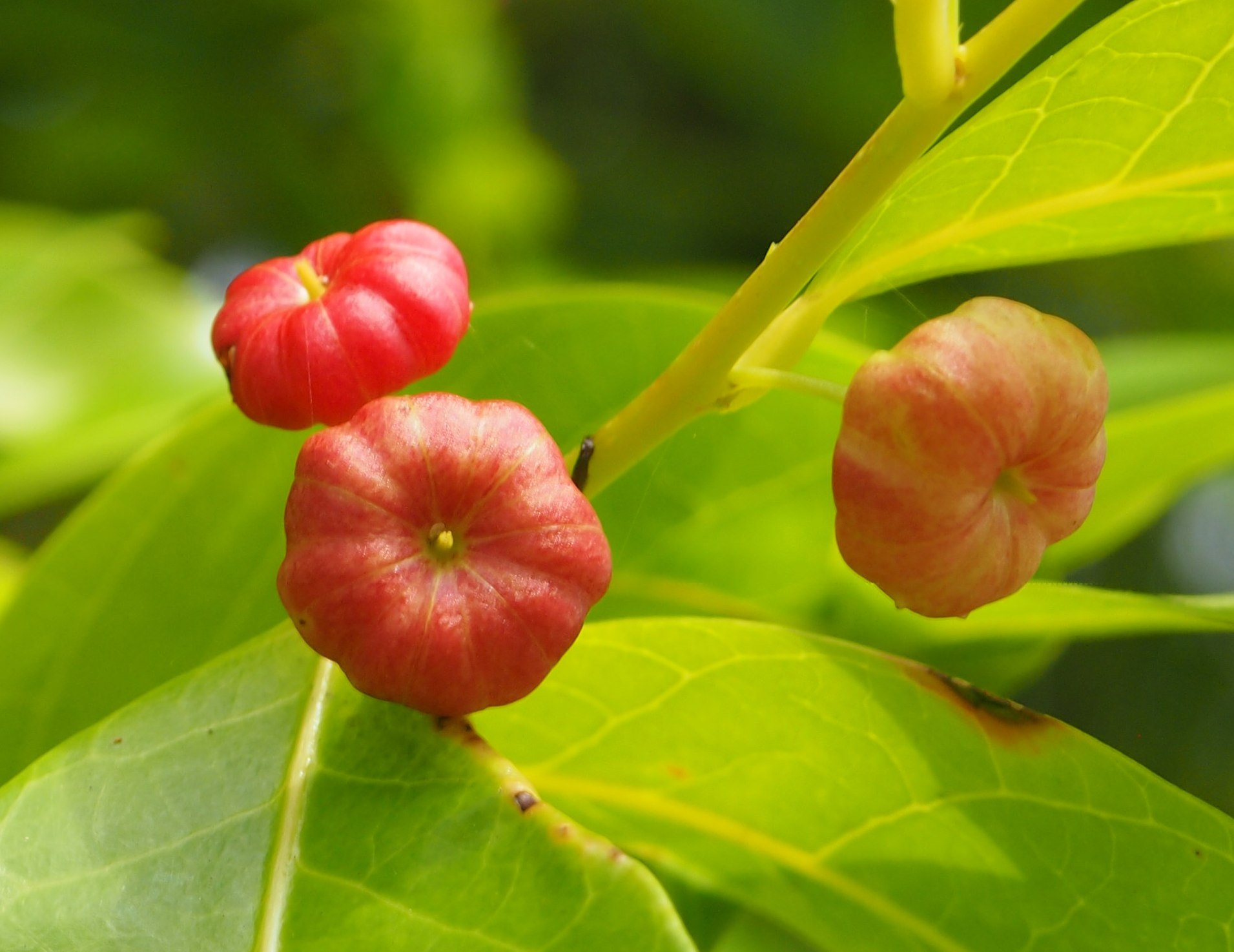
Fruta glochion fredinandi

El árbol de/del queso obtiene su nombre común de su fruto en forma de queso. Otros nombres comunes incluyen gomero de agua (water gum), palo botón (button wood), cedro lápiz (pencil cedar), y jow-war. El árbol de/del queso fue originalmente descrito por el botánico suizo Johannes Müller Argoviensis en 1865 como Phyllanthus ferdinandi antes de habérsele dado su actual nombre binomial por Frederick Manson Bailey en 1902. Su epíteto le hace honor al botánico Ferdinand von Mueller que estudió la flora del estado de Victoria.
Una variedad poco común, pubens, conocida como el árbol de/del queso velloso (hairy cheese tree), es más pequeña, con las hojas y fruto finamente vellosos.

## Distribución y hábitat
El árbol de/del queso crece tanto en suelos arcillosos y arenosos, se le encuentra en el bosque lluvioso y en las partes más húmedas de la vegetación esclerófila, donde puede estar asociado a especies tales como el Bangalay (Eucalyptus botryoides), Woollybutt (E. longifolia), Eucalipto rojo (E. tereticornis), corteza fibrosa de hojas delgadas (E. eugenioides) y el roble hembra de pantano (Casuarina glauca). El árbol de queso velloso crece con el lilly pilly magenta (Syzygium paniculatum), corteza de papel de hojas anchas (Melaleuca quinquenervia), y especies de Rhodomyrtus.
Se le encuentra desde el centro de Queensland hasta las cercanías de Ulladulla (35° S) en el sur de Nueva Gales del Sur.

## Ecología
Los frutos son comidos por varias especies de aves, incluyendo la oropéndola de Vieillot (Sphecotheres vieilloti), el melífago de Lewin, (Meliphaga lewinii), la oropéndola estriada (Oriolus sagittatus),
la paloma blanquinegra (Columba leucomela), la paloma bicrestada (Lopholaimus antarcticus), la tórtola cuco parda (Macropygia phasianella), el papagayo australiano (Alisterus scapularis) El vergugo pío (Strepera graculina) también come los frutos pero los regurgita, mientras las hojas tiernas son comidas por el lori arcoíris (Trichoglossus haematodus).
Glochidion ferdinandi es una especie de vida longeva que puede vivir por 60 años o más. Puede rebrotar después de un incendio. Las semillas toman de 1 a 4 meses en germinar.

## Cultivo
Es fácil de cultivar como una especie pionera útil en la regeneración del bosque y paisajismo natural de áreas a las cuales es nativa en el este de Australia. La especie puede colonizar áreas disturbadas, y es una planta de rápido crecimiento. Las plantas requieren suficiente agua pero se adaptan a una amplia variedad de suelos y a sol o sombra. Puede ser cultivada como una planta de interior en una posición iluminada.

## Sinonimia
- Phyllanthus ferdinandii Müll.Arg., Flora 48: 379 (1865).
- Diasperus ferdinandii (Müll.Arg.) Kuntze, Revis. Gen. Pl. 2: 599 (1891).
- Glochidion ferdinandii
- Phyllanthus ferdinandii var. minor Benth., Fl. Austral. 6: 96 (1873).[7]

## Galería

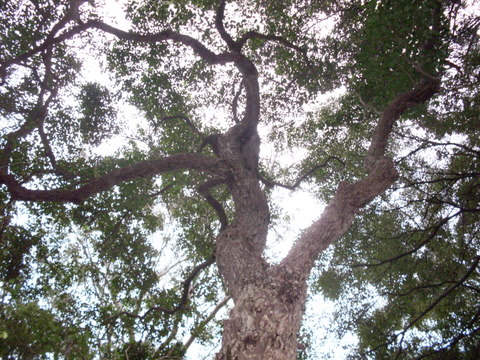
Glochidion ferdinandi
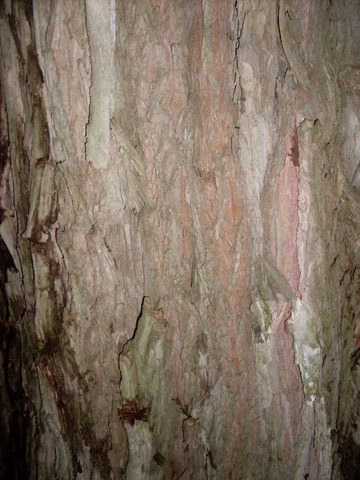
Corteza de un gran Glochidion ferdinandi
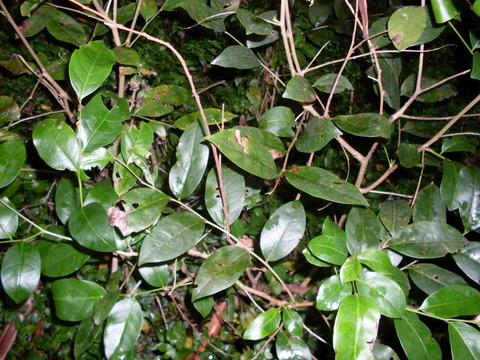
Glochidion ferdinandi - Hojas